# Dorob-Nationalpark
Der Dorob-Nationalpark (englisch Dorob National Park) ist ein im Dezember 2010 proklamierter Nationalpark zwischen dem Namib-Naukluft-Nationalpark im Süden und dem Skelettküsten-Nationalpark im Norden, an der Küste Namibias um die Städte Walvis Bay und Swakopmund gelegen. Er umfasst das ehemalige Erholungsgebiet Westküste.
Dorob bedeutet verschiedenen Quellen nach „Wasser, das im Sand versinkt“ oder „trocken“. Der Name basiert auf dem im 16. Jahrhundert historisch genutzten Namen für das Gebiet, Doro-ǀHubKlicklaut, für „trockenes Land“.

## Geschichte
Ursprünglich als Walvis Bay Nature Reserve von der südafrikanischen Verwaltung gegründet, verlor der Park mit Übergang von Walvis Bay an Namibia 1994 seinen Status. Seitdem war die Proklamation als Walvis Bay National Park geplant, jedoch wurde der Name 2008 in Central Area geändert. Mit Proklamation im Dezember 2010 ist das Gebiet ein Nationalpark. Es dient als Bindeglied zwischen dem geplanten Groß-Nationalpark mit dem Namen Namib-Skelettküste-Nationalpark.